# دراستامات کانایان
دراستامات کانایان (به ارمنی: Դրաստամատ Կանայեան) , (به انگلیسی: Drastamat Kanayan)، مشهور به ژنرال دروسیاست‌مدار، انقلابی اهل ارمنستان بود. وی از اعضای جنبش آزادی بخش ملی ارمنی بود. ژنرال درو در ۱۹۲۰ وزیر دفاع اولین جمهوری ارمنستان بود
وی در ۳۱ مه [سبک قدیمی: ۱ مه] ۱۸۸۳ در شهر ایگدیر به دنیا آمد پدرش مارتیروس Martiros و مادرش هوروم Horom نام داشتند. دراستامات کانایان در سال ۱۹۰۵ م. زمانی که ۲۱ سال داشت، ناکاشیدزه استاندار روسیه تزاری را که عامل کشتار ارمنیان باکو بود به سزای اعمالش رساند. سپس وزارت جنگ جمهوری ارمنستان (۱۹۲۰–۱۹۱۸) را بر عهده گرفت، اما با سقوط این جمهوری از سوی شوروی‌ها دستگیر شد. در سال ۱۹۲۴ بنا به دلایل نامعلومی آزاد شد و به رومانی رفت. با شروع جنگ جهانی دوم به آلمانی‌ها پیوست تا با کمک آنان ارمنستان را از سلطه شوروی نجات دهد، اما با شکست آلمان در استالینگراد رویاهای او ناکام ماند. با پایان جنگ جهانی دوم، ژنرال درو توسط نیروهای آمریکایی دستگیر شد اما بزودی آزاد شد/ پس از آن به لبنان سپس برای درمان به ایالات متحده آمریکا رفت و در سال ۱۹۵۶ درگذشت.

## زندگی
دراستامات کانایان معروف به درو در ۱۸۸۳م در روستای سورمالو، واقع در استان ایگدیر ارمنستان چشم به جهان گشود. از اوان کودکی به امور رزمی علاقه نشان می‌داد و بیشتر اوقات خود را به تماشای تمرینات نظامی سربازها می‌گذراند. پدرش او را برای تحصیل در دبیرستان به ایروان فرستاد. در آنجا، او با عده ای از همسالان خود جنبشی بر ضد حکومت تزاری به راه انداخت و در همان زمان، به عضویت حزب داشناکسوتیون درآمد.
در ۱۹۰۳م، که حکومت تزاری قانون ضبط اموال کلیسای ارمنی و تعطیلی مدارس ارمنیان را وضع کرد و موجب خشم عمومی و اعتراضات دامنه‌دار ارمنیان شد، داشناکسوتیون به سرعت گروه‌هایی را برای نگهبانی از اموال کلیسا تشکیل داد و تظاهرات اعتراضی مردمی را رهبری کرد. دراستامات کانایان نیز با روحیهٔ آزاده و سرکش خود به این جریان پیوست.
در ۱۹۰۵م، به تحریک دولت روسیهٔ تزاری، درگیری‌های قومی خونینی بین تاتارهای قفقاز و ارمنیان در باکو و دیگر شهرهای تاتار نشین قفقاز درگرفت. کانایان، که مشغول خدمت نظام بود، از پادگان فرار کرد و به همراه دیگر رزمندگان داوطلب تحت فرمان نیکول دومان به یاری برادران خود در باکو شتافت و بنا به دستور حزب مأموریت مجازات پرنس ناکاشیدزه، استاندار باکو، را که طراح اصلی کشتار ارمنیان آن شهر محسوب می‌شد، بر عهده گرفت و او را به سزای اعمالش رساند.
در ۱۹۱۵م، فرماندهی هنگ دوم نیروهای داوطلب ارمنی را در ارمنستان غربی بر عهده داشت. او در حملهٔ لشکر سیزده هزار نفری عثمانی‌ها به قصد فتح ایروان شکست سختی در باش آباران به آنها وارد ساخت و قوای عثمانی را ناچار به عقب‌نشینی کرد. نبردهای باش آباران، قراکلیسای ارمنستان و ساردارآباد سه نبرد دفاعی سرنوشت ساز بودند که موجبات استقلال و تشکیل جمهوری ارمنستان را فراهم آوردند.
پس از استقلال ارمنستان، کانایان در تشکیل ارتش ملی ارمنستان و برقراری نظم عمومی تلاش فراوان کرد. در۱۹۲۰م، وزیر دفاع آخرین دولت ارمنستان مستقل شد.
او نخستین کسی بود که پس از سقوط جمهوری ارمنستان به استبداد و اختناق حکومت جدید اعتراض کرد. در ۱۹۲۱م، دستگیر و به مسکو تبعید شد. در ۱۹۲۵م، ابتدا به پاریس و سپس، به رومانی رفت. وی در ۱۹۳۵م، به عضویت مادام العمر رهبری حزب داشناکسوتیون برگزیده شد.
آشنایی نزدیک کانایان با برخی از سران آلمان نازی باعث شد که توهم نازی‌ها دربارهٔ هم نژاد بودن ارمنیان با یهودیان از بین رود و ارمنیان اروپا از سرنوشت مهلکی که در انتظارشان بود نجات یابند. در جنگ جهانی دوم در ارتش نازی به فرماندهی گردانی متشکل از ارمنیان گمارده شد اما طر ح‌های او برای استقلال دوبارهٔ ارمنستان، به دلیل شکست از نیروهای شوروی در نبرد استالینگراد، به نتیجه نرسید. پس از پایان جنگ جهانی دوم، به ایالات متحده رفت و برای حل مسئلهٔ ملی ارمنیان و شناسایی رسمی نژاد کشی تلاش فراوان کرد. مدتی نیز به لبنان رفت و در آنجا، زندگی کرد. کانایان در ۱۹۵۶م برای مداوا به آمریکا رفت و در همان سال، درگذشت و در بوستون، به خاک سپرده شد.
در ۲۰۰۰م، یعنی نه سال پس از استقلال دوبارهٔ جمهوری ارمنستان، پیکر کانایان به میهن بازگردانده و طی مراسمی باشکوه در جوار بنای یادبود نبرد پیروزی بخش باش آباران به خاک سپرده شد.

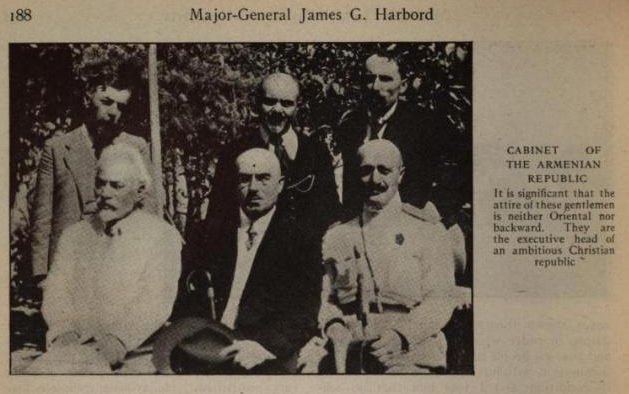
اعضای اولین کابینه اولین جمهوری ارمنستان: آرام مانوکیان، درو، هوهانس کاچازنونی

## نگارخانه

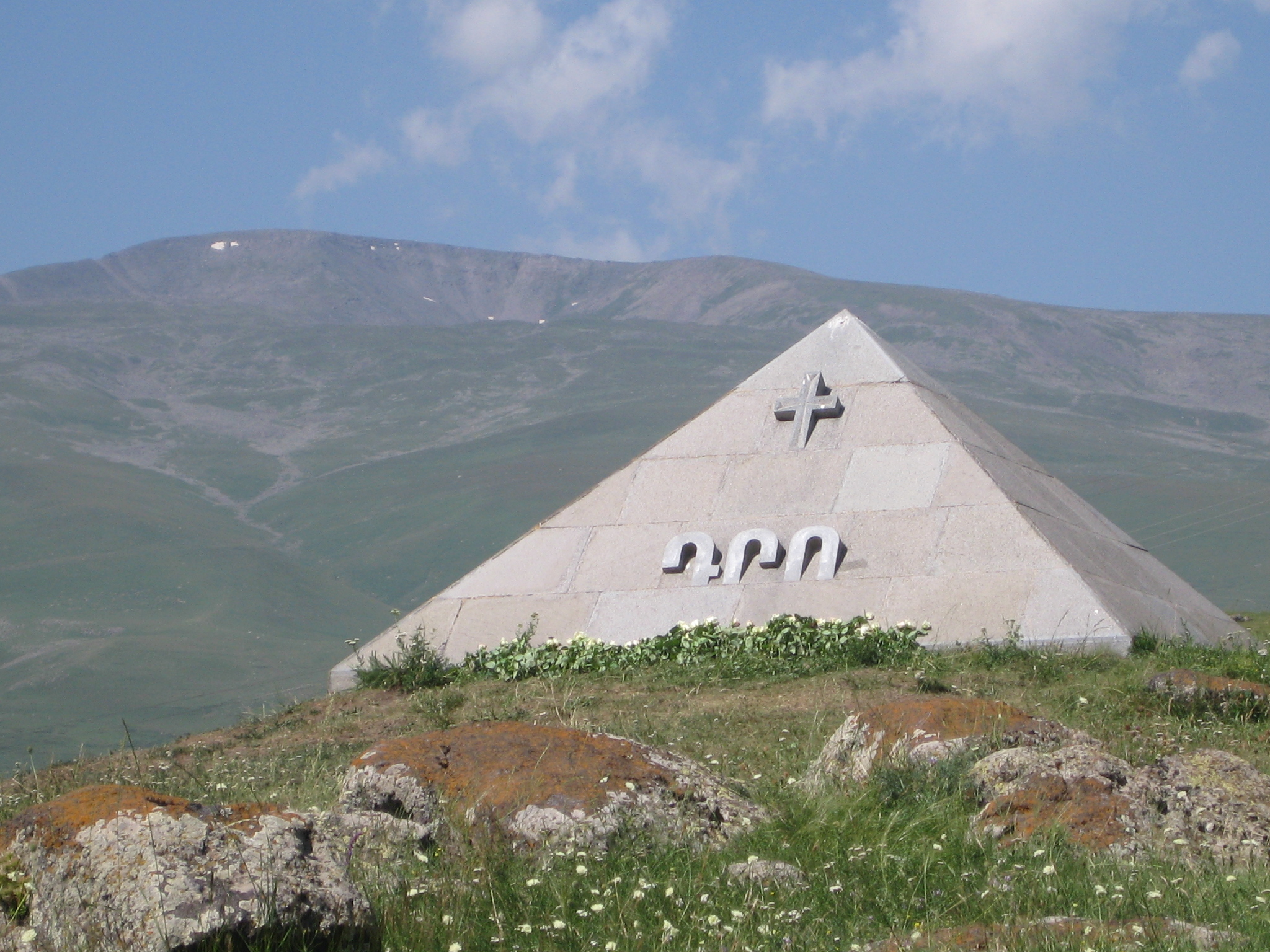
آرامگاه درو در آپاران، ارمنستان
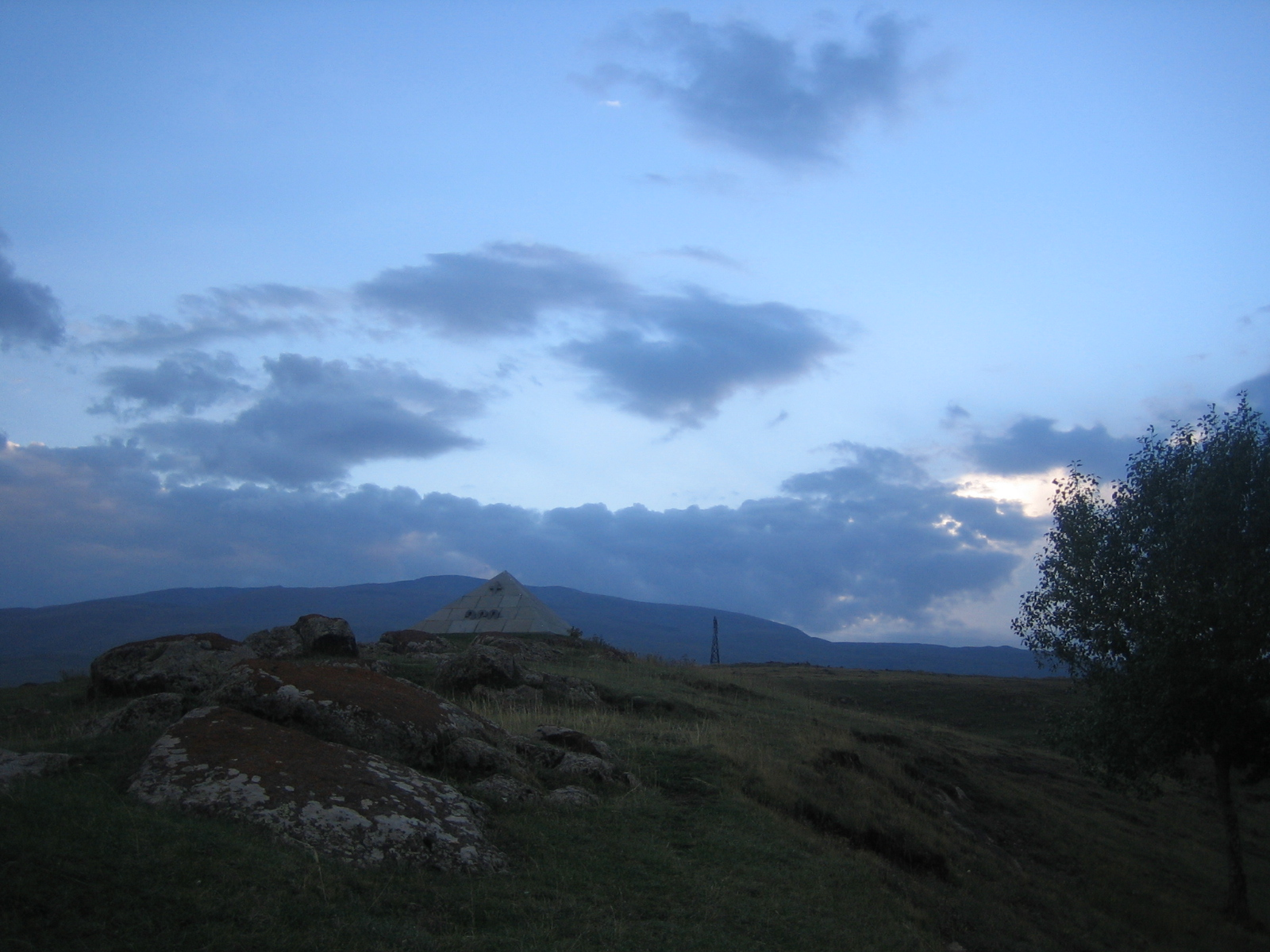
آرامگاه درو در شب
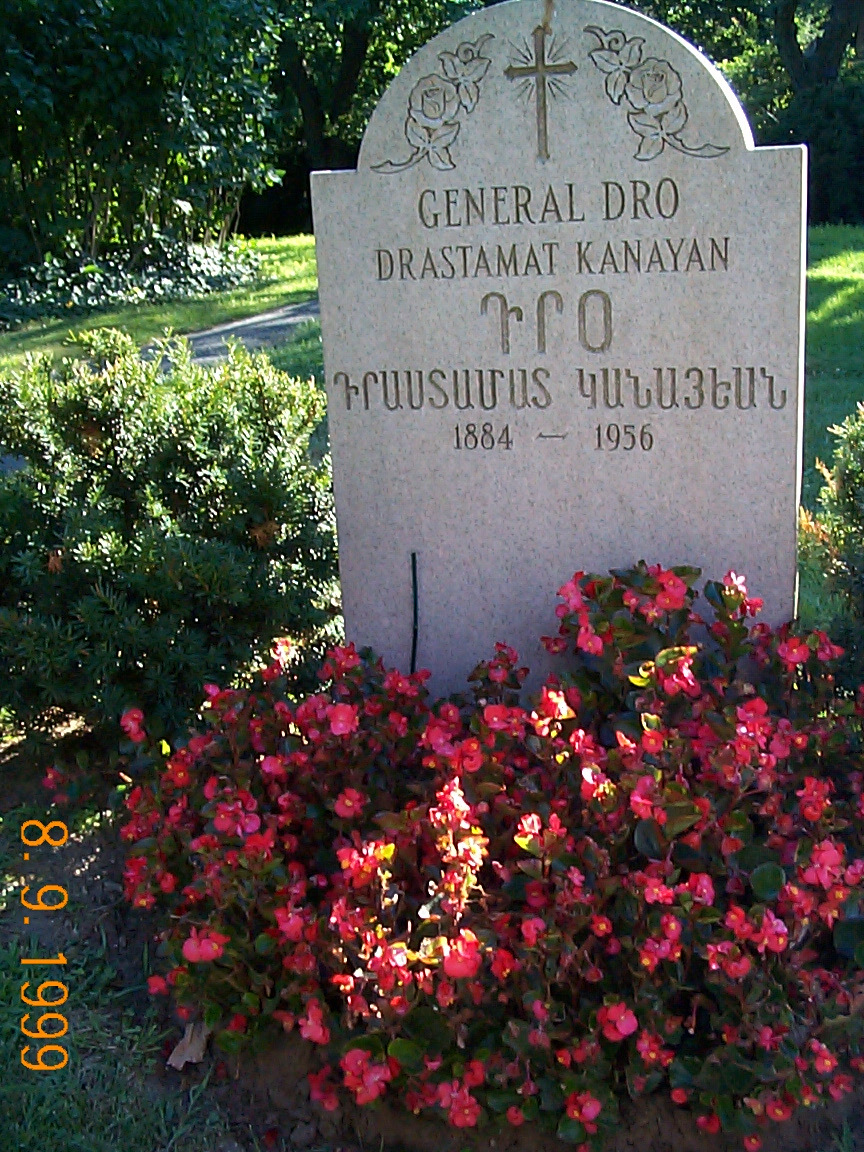
آرامگاه درو در آرامستان واترتاون مموریال [الف] واترتاون-کمبریج، ماساچوست، ایالات متحده آمریکا